# Hockey Club Ajoie
L'Hockey Club Ajoie, noto anche come HC Ajoie, è una squadra di hockey su ghiaccio con sede nella cittadina svizzera di Porrentruy, nel Canton Giura. Fu fondata nel 1973. Milita nella National League, massima divisione del campionato svizzero. I colori sociali sono il giallo ed il nero. Le partite casalinghe vengono disputate presso la Patinoire du Voyeboeuf, che può contenere 4.070 spettatori.
Nel corso della sua storia la squadra ha conquistato tre titoli di Lega Nazionale B e ha vinto per quattro volte il titolo di Prima Lega nel girone Ovest. Nella stagione 2020/21 ha guadagnato il posto nella lega nazionale A Ha vinto anche una Coppa Svizzera (2019-2020).

## Storia
La squadra nacque nel 1973, e disputò il primo incontro ufficiale il 17 novembre di quell'anno. Dopo aver militato nelle serie minori nel 1978 fu promossa per la prima volta in Prima Lega, mentre nel 1982 fu promossa in Lega Nazionale B. Nel 1988 ebbe la possibilità di disputare per la prima volta due stagioni in Lega Nazionale A, fatto ripetutosi nella stagione 1992-1993, grazie alla vittoria del titolo di LNB la stagione precedente.
Nel corso degli anni 1990 fu retrocessa per due volte in Prima Lega, nel 1995 e nel 1997, prima di ritornare stabilmente in LNB a partire dal 2000. Nel primo decennio del nuovo millennio ha raggiunto in tre occasioni le semifinali dei playoff (2002, 2004 e 2008), uscendone tuttavia sempre sconfitta.
Nel 2021, capitanata da Jordane Hauert, con la vittoria ai Playoff viene promossa in National League.

## Palmarès

### Competizioni nazionali
- Coppa Svizzera:

2019-2020
- Lega Nazionale B: 2

1991-1992, 2015-2016, 2020-2021
- Prima Lega: 4

1981-1982, 1984-1985, 1998-1999, 1999-2000